# UEFA欧州選手権1984予選 スペイン 12-1 マルタ
1983年12月21日に行われた、UEFA欧州選手権1984予選グループ7 第8節のスペイン対マルタの試合は、スペインが12-1という歴史的なスコアでマルタに勝利した。

## 経過

### 試合背景
この試合の4日前、オランダはマルタを5-0で下し、スペインより一足早く予選全試合を終了した。勝ち点13、得失点差+16であった。勝ち点11のスペインが本大会出場を決めるには、マルタ戦勝利が必須であり、さらに得失点差で上回る必要があった。マルタ戦前のスペインの得失点差は+5であったため、マルタ戦では少なくとも11得点が必要であった。スペインは予選7試合で12得点であり、マルタのキーパーのJohn Bonelloは、「スペインは少年チーム相手にも11得点を決めることはできない」と発言した。12月17日の試合を終えた時点でのグループ7の順位表は以下のとおりである。
- 赤=予選敗退が決定済の国

| 順位 | 国                 | 勝ち点 | 試合数 | 勝利 | 引分 | 敗北 | 得点 | 失点 | 点差 |
| ---- | ------------------ | ------ | ------ | ---- | ---- | ---- | ---- | ---- | ---- |
| 1    | オランダ           | 13     | 8      | 6    | 1    | 1    | 22   | 6    | +16  |
| 2    | スペイン           | 11     | 7      | 5    | 1    | 1    | 12   | 7    | +5   |
| 3    | アイルランド共和国 | 9      | 8      | 4    | 1    | 3    | 20   | 10   | +10  |
| 4    | アイスランド       | 3      | 8      | 1    | 1    | 6    | 3    | 13   | -10  |
| 5    | マルタ             | 2      | 7      | 1    | 0    | 6    | 4    | 25   | -21  |

### 試合詳細
スペインではRTVEがテレビ放送を行った。前半2分にはフアン・アントニオ・セニョールがPKを失敗し、スペインの先制点は15分のサンティリャーナの得点まで待たねばならなかった。24分にはマルタのMichael Degiorgioに同点ゴールを決められ、2点を加えてハットトリックを達成したサンティリャーナが奮闘したものの、前半を終えた段階のスコアは3-1であり、スペインの本大会出場は望み薄であった。しかし、イポリト・リンコンが後半開始直後に自身1点目を決めると、後半だけで4得点し、サンティリャーナやアントニオ・マセーダやマヌ・サラビアも次々と得点した。84分にはセニョールがチームの12点目を決め、ロスタイムにはラファエル・ゴルディージョが13点目となる得点を決めたと思われたが、主審によってこの得点は認められなかった。後半だけで9得点を挙げたスペインは12-1で勝利した。
| スペイン | 12 – 1 | マルタ         |
| --- | ------ | -------------- |
| サンティリャーナ 15分, 26分, 29分, 66分 · リンコン 47分, 57分, 64分, 78分 · マセーダ 62分, 63分 · マヌ・サラビア 80分 · セニョール 84分 | Report | Degiorgio 24分 |

| スペイン | マルタ |

| スペイン         |    |                                |      |      |
|                  |    |                                |      |      |
| GK               | 1  | フランシスコ・ブーヨ           |      |      |
| DF               | 5  | アンドニ・ゴイコエチェア       |      |      |
| DF               | 3  | ホセ・アントニオ・カマーチョ   |      |      |
| DF               | 4  | アントニオ・マセーダ           | 警告 |      |
| DF               | 2  | フアン・アントニオ・セニョール |      |      |
| MF               | 8  | ビクトル・ムニョス             |      |      |
| MF               | 6  | ラファエル・ゴルディージョ     | 警告 |      |
| MF               | 10 | マヌ・サラビア                 |      |      |
| FW               | 7  | フランシスコ・ホセ・カラスコ   |      |      |
| FW               | 9  | サンティリャーナ               |      |      |
| FW               | 11 | イポリト・リンコン             |      | 87分 |
| 途中出場         |    |                                |      |      |
| FW               | 16 | マルコス・アロンソ             |      | 87分 |
| 監督             |    |                                |      |      |
| ミゲル・ムニョス |    |                                |      |      |

| マルタ        |    |                      |                               |      |
|               |    |                      |                               |      |
| GK            | 1  | John Bonello         | 警告                          |      |
| DF            | 3  | Azzopardi            |                               |      |
| DF            | 2  | E. Farrugia          |                               |      |
| DF            | 5  | John Holland         |                               |      |
| DF            | 6  | Buttigieg            |                               |      |
| DF            | 10 | Emanuel Fabri        | 警告                          |      |
| MF            | 11 | Michael Degiorgio    | Yellow card · Yellow-red card |      |
| MF            | 9  | Ernest Spiteri Gonzi |                               |      |
| MF            | 8  | Ray Farrugia         |                               | 72分 |
| FW            | 4  | Tortell              | 警告                          |      |
| FW            | 7  | Silvio Demanuele     |                               |      |
| 途中出場      |    |                      |                               |      |
| DF            | 14 | Mario Farrugia       |                               | 72分 |
| 指導者        |    |                      |                               |      |
| Victor Scerri |    |                      |                               |      |

### 試合後
スペインとオランダは勝ち点（13点）、得失点差（+16）で並んだが、得点数で上回ったスペイン（24得点）がオランダ（22得点）を抑えて本大会出場を決めた。後にUEFAは、特定のチームが利益を得ないようにグループリーグの最終戦は同時刻に行われるようにルールを改めた。また、勝ち点で並んだ際には全試合の得失点差より直接対決の結果が優先されるように改められた。
試合後には、スペインとマルタが八百長行為を行ったのではないかという主張がなされ、「ハーフタイムに両国の関係者や選手が言葉を交わしていた」という噂が飛び交った。しかし、不正行為が行われたことは証明されていない。マルタサッカー協会は結果についての調査を開始し、ジョージ・アベラ会長（2009年に大統領就任）は代表の軌道修正を行った。アベラ会長は「このような結果になったのは、UEFA欧州選手権のような大会に対する入念な準備を怠ったからである。（マルタはスペイン戦の4日前にセビージャでオランダ戦を戦っていたため）連続してのアウェー戦もさらなる障害となったが、このようなスケジュールは将来的には改善されるだろう」と述べた。
スペイン代表の1試合最多得点記録・最大得点差勝利記録は、1933年に行われたブルガリア戦で達成された13-0である。両項目において、マルタ戦はブルガリア戦に次ぐ記録となった。また、この試合で4得点したサンティリャーナはグループ7の得点王となった。
- 緑=本大会出場が決定した国
- 赤=予選敗退が決定した国

| 順位 | 国                 | 勝ち点 | 試合数 | 勝利 | 引分 | 敗北 | 得点 | 失点 | 点差 |
| ---- | ------------------ | ------ | ------ | ---- | ---- | ---- | ---- | ---- | ---- |
| 1    | スペイン           | 13     | 8      | 6    | 1    | 1    | 24   | 8    | +16  |
| 2    | オランダ           | 13     | 8      | 6    | 1    | 1    | 22   | 6    | +16  |
| 3    | アイルランド共和国 | 9      | 8      | 4    | 1    | 3    | 20   | 10   | +10  |
| 4    | アイスランド       | 3      | 8      | 1    | 1    | 6    | 3    | 13   | -10  |
| 5    | マルタ             | 2      | 8      | 1    | 0    | 7    | 5    | 37   | -32  |